# Schefflera simbuensis
Schefflera simbuensis är en araliaväxtart som beskrevs av David Gamman Frodin. Schefflera simbuensis ingår i släktet Schefflera och familjen araliaväxter.
Artens utbredningsområde är Papua Nya Guinea. Inga underarter finns listade.